# 阿敏塔斯 (安德羅米尼斯之子)
阿敏塔斯（希腊语：Ἀμύντας；死于前330年）是一名亚历山大大帝时期的馬其頓将领。在前334年的格拉尼庫斯河戰役之后，萨迪斯守軍向亚历山大投降，阿敏塔斯被派往整编他们。前332年，当亚历山大向埃及进军时，阿敏塔斯被派往马其顿征税。次年，他带着税款回到了此时占领了苏萨的亚历山大身边。
在菲罗塔斯於前330年因叛国罪被處死之后，阿敏塔斯和他的两位兄弟阿塔羅斯及西米阿斯被怀疑有份參與此案而遭到逮捕。由于他们同菲罗塔斯的亲密关系，以及在逮捕帕勒蒙时，后者拒捕逃脱，加深了對阿敏塔斯兄弟的怀疑；或是根据Curtius，当菲罗塔斯在遭受酷刑时供出。阿敏塔斯巧妙的捍卫了自己和兄弟们，而帕勒蒙的再次现身也更加证明了他们的无辜，他们被无罪释放了。不久，阿敏塔斯在一次围村战斗中死于流矢。Curtius所提到的前333年参与伊蘇斯戰役部队指挥的阿敏塔斯，或者前331年奇里乞亚山口战役中的阿敏塔斯是否就是安德羅米尼斯之子阿敏塔斯尚有疑问，因为阿敏塔斯是一个很常见的马其顿名字。

## 家庭
- 父亲：安德罗美尼斯
- 兄弟：阿塔羅斯、帕勒蒙、西米阿斯